# Steve Alford
Steven Todd Alford (ur. 23 listopada 1964 we Franklin) – amerykański koszykarz występujący na pozycjach rozgrywającego lub rzucającego obrońcy, mistrz olimpijski z Los Angeles. Po zakończeniu kariery zawodniczej trener koszykówki, obecnie trener drużyny akademickiej Nevada Wolf Pack.
W 1983 r.  został wybrany najlepszym zawodnikiem amerykańskich szkół średnich stanu Indiana (Indiana Mr. Basketball).

## Osiągnięcia
Stan na podstawie, o ile nie zaznaczono inaczej.
NCAA
- Mistrz:
  - NCAA (1987)
  - sezonu regularnego konferencji Big 10 (1987)
- Uczestnik rozgrywek:
  - Elite 8 turnieju NCAA (1984, 1987)
  - turnieju NCAA (1984, 1986, 1987)
- Chicago Tribune Silver Basketball (Big Ten MVP – 1987)
- Zaliczony do I składu:
  - All-American (1986, 1987)
  - All-Big Ten (1985–1987)
  - NCAA Final Four (1987 przez Associated Press)[4]
  - Galerii Sław Koszykówki stanu Indiana (2009)
- Lider konferencji Big 10 w liczbie celnych (107) i oddanych (202) rzutów za 3 punkty (1987)[5]

Reprezentacja
- Mistrz olimpijski (1984)[6]

Trenerskie
- Mistrzostwo:
  - turnieju konferencji:
    - Pac-12 (2014)
    - Mountain West Conference (MWC – 2012, 2013)
    - Big Ten (2001, 2006)
    - Heartland (1994, 1995)

  - sezonu regularnego MWC (2009, 2010, 2012, 2013)
- Uczestnik rozgrywek Sweet Sixteen turnieju NCAA (1999, 2014, 2015, 2017)
- Trener roku MWC (2009, 2010, 2013)